# Harga (film)
Pour les articles homonymes, voir Harga.
Pour plus de détails, voir Fiche technique et Distribution.
Harga est un documentaire franco-tunisien réalisé par Leila Chaibi en 2010.

## Synopsis
Hichem rêvait de « harga » depuis tout petit. Un jour, il a pris la mer vers l'Europe, il a tenté le grand voyage interdit, sur un bateau de fortune avec 27 concitoyens, dont certains étaient des amis ; seul Hichem est revenu. D'autres Tunisiens racontent, de leur côté, pourquoi ils ont voulu ou voudraient quitter le pays : la misère, le chômage, l'impossibilité de se projeter dans l'avenir, l'impasse dans laquelle ils se trouvent.
Cette impasse qui les rend prêts à tout pour améliorer leur quotidien… au péril de leur vie.

## Fiche technique
- Réalisation : Leila Chaibi
- Production : Audimage
- Image : Leila Chaibi
- Montage : Leila Chaibi et Fairouz Feki
- Son : Julien Hecker
- Musique : Intidhar Kammarti et Hsin Ben Miloud

## Distinctions
- Festival international du film Quintessence de Ouidah 2011